# Petty France
Petty France est une rue de la ville de Londres, dans la Cité de Westminster.

## Situation et accès

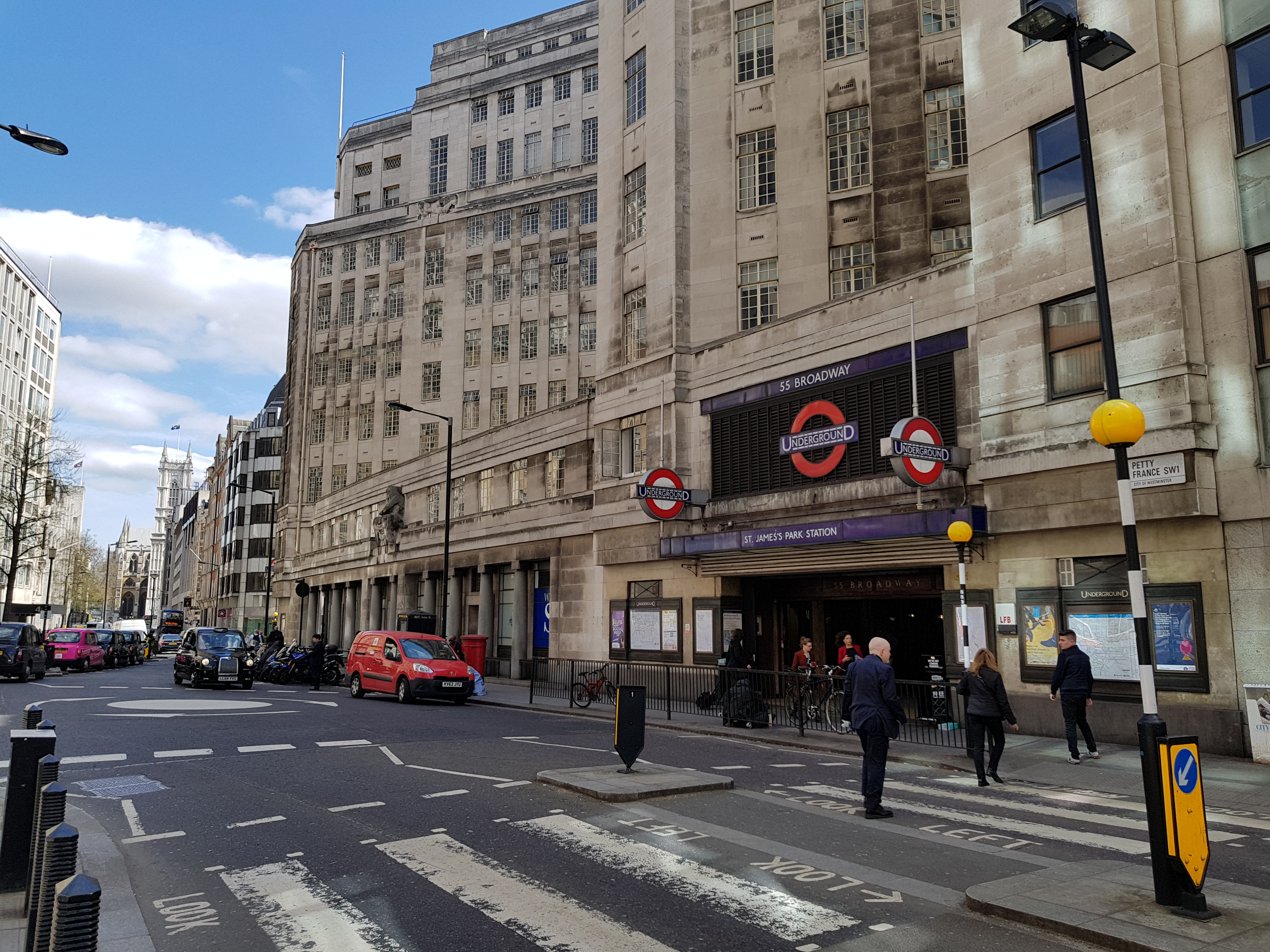
Station de métro St James's Park.

Petty France relie Buckingham Gate à Broadway et Queen Anne's Gate.
Longue d’environ 285 mètres, elle est parallèle à Birdcage Walk.
La station de métro la plus proche est St. James's Park, desservie par les lignes  Circle  District.

## Origine du nom
Une communauté française, une Petite France, établie à cet endroit est mentionnée par John Stow dans Survey of London en 1598.

## Historique
Dans la seconde moitié du XVIIIe siècle, la rue change de nom pour celui de York Street avant de reprendre son ancien nom vers 1925.
Petty France a été la première rue de Londres à être pavée pour les piétons. 

## Bâtiments remarquables et lieux de mémoire
- No 81 : pub Adam & Eve.

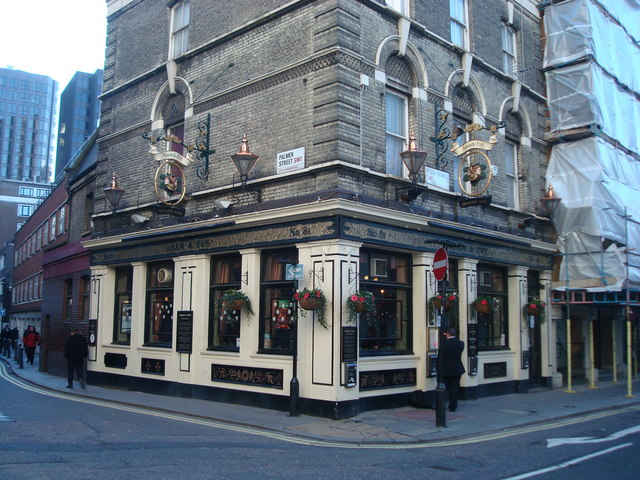
Pub Adam & Eve.

- No 102 : immeuble abritant le ministère de la Justice (Royaume-Uni).